# Dendrelaphis oliveri
Espèce
Synonymes
- Ahaetulla oliveri Taylor, 1950

Statut de conservation UICN

 LC  : Préoccupation mineure
Dendrelaphis oliveri est une espèce de serpents de la famille des Colubridae.

## Répartition
Cette espèce est endémique du Sri Lanka.

## Description
Dendrelaphis oliveri est un serpent arboricole diurne. Son dos est gris bronze ; sa face ventrale est blanc crème. Le spécimen décrit par Taylor mesurait 75 cm dont 25 cm pour la queue.

## Étymologie
Son nom d'espèce lui a été donné en l'honneur de Jim Oliver.

## Publication originale
- Taylor, 1950 : The snakes of Ceylon. University of Kansas science bulletin, vol. 33, no 14, p. 519-603 (texte intégral).